# 諾曼第公園市 (華盛頓州)
诺曼底公园（英文：Normandy Park），是美国华盛顿州金县下属的一座城市。根据 2000年美国人口普查，该市有人口6,392人。根据2010年美国人口普查，该市有人口6,335人。而2011年估计该市有6,461人。